# Grüezi
Grüezi [ˈɡ̊ryə̯t͡sɪ] (östliches Schweizerdeutsch) bzw. Grüessech [ˈɡ̊ryə̯sːəɣ̊] (westliches Schweizerdeutsch) ist die üblichste formelle mündliche Grussformel in Teilen der deutschsprachigen Schweiz.

## Etymologie, traditionelle Verwendung und traditionelle Verbreitung
Grüezi ist eine Verkürzung von Gott grüez-i «Gott grüsse Euch» und ist die zürcherische, glarnerische und ostschweizerische Lautung des gleichen Grusses, der in Bern, in Solothurn, im Südwestaargau und im oberen Baselbiet grüess-ech lautet. Die Bedeutung von grüssen gründet hier in der mittelhochdeutschen Bedeutung «ansprechen»; es handelte sich somit ursprünglich um eine Segnung.
Während die westliche Variante grüessech immer noch weitgehend durchsichtig ist, wird die östliche Variante grüezi heute vielfach nicht mehr verstanden, zumal sowohl die Lautform grüeze («grüssen») als auch das enklitische unbetonte i für betontes öi («euch») heute am Verschwinden sind. Es kommt infolgedessen zu einer volksetymologischen Neuinterpretation von grüezi als «(ich) grüsse Sie» und damit zu einer Verbindung mit dem Höflichkeitspronomen «Sie», die historisch gar nicht zutrifft.
Östliches grüezi und westliches grüessech, die traditionell ab etwa 8 Uhr morgens (vorher: guete Morge) bis etwa 5 Uhr abends (nachher: gueten Aabig/Aabe/Oobig/Oobe) verwendet werden, haben sich zuerst in den reformierten Teilen der Deutschschweiz durchgesetzt, in der Nordostschweiz dann sekundär allerdings auch in den katholischen. Im Übrigen haben die katholischen Regionen wie unteres Baselbiet, Solothurn, Freiburg, Nordwest- und Südostaargau, Innerschweiz, Sarganserland und Wallis ein anderes Grusssystem, entweder mit mittäglichem guete Tag oder aber mit vormittäglichem guete Tag und nachmittäglichem gueten Aabe/Oobe.
Sehr bodenständig ist die Verwendung von Grüezi beziehungsweise Grüessech aber selbst in den vom Sprachatlas umrissenen Gebieten nicht überall. So schreibt Hermann Blattner in seiner Dissertation über den Schinznacher Dialekt von 1890, dass das formelle Grüessech die alten Grussformen, die sich nach der Beschäftigung des Begrüssten richtete, schon fast ganz verdrängt habe, beispielsweise gaumed er? „hütet ihr?“; mues derdorab si? «muss es dadurch hinab sein (das heisst: wollt ihr durch das Dorf hinuntergehen)?», haut s es? «haut es es (nämlich die Axt das Holz)?», git s wool uus? «gibt es wohl aus (beim Ernten)?» oder gruejed er? «ruht ihr aus?»

## Moderner Gebrauch
Das heute kaum mehr in seinen einzelnen Bestandteilen als «(Gott) grüsse Euch» erkannte Grüezi wird in der modernen Sprache zumeist nur noch zur Begrüssung einer oder mehrerer Personen verwendet, die man siezt oder – etwa heute noch im Appenzellerland – ihrzt. Ist der Nachname der begrüssten Person bekannt, wird mit «grüezi Herr/Frau Muster» gegrüsst. An Stelle von grüezi wird auch grüezi wohl, zur Begrüssung mehrerer Personen auch grüezi mitenand gebraucht.
Für geduzte Personen wird grüezi – hier ist grüezi ein die Aussprache erleichternder Ersatz für das seltenere grüezdi – nur noch von älteren Personen gebraucht. Stattdessen werden verbreitet jüngere Ausdrücke wie hoi, tschau (von italienisch ciao), salü oder sali (von französisch salut), hallo usw. verwendet, die oft der Mode unterworfen sind.
Geographisch hat sich das Anwendungsgebiet von grüezi seit den Datenerhebungen für den Sprachatlas und den Volkskundeatlas weiter ausgedehnt. Sodann kann grüezi heute rund um die Uhr verwendet werden und damit am Morgen an die Stelle von guete Morge bzw. am Abend an die Stelle von gueten Aabig/Oobig treten.
Im deutschsprachigen Oberwallis, wo man sich weder mit östlichem grüezi noch mit westlichem grüessech anredet, werden die nicht aus dem Wallis stammenden Deutschschweizer abschätzig als Grüezini bezeichnet.